# كاميل ليبار
كاميل ليبار (27 ديسمبر 1917 في دوديلانغ) (بالفرنسية: Camille Libar)‏ لاعب ومدرب كرة قدم لوكسمبورغي معتزل كان يجيد اللعب في مركز المهاجم.

## المسيرة الرياضية

### اللاعب
بدأ مسيرته الرياضية في النادي المحلي دوديلانغ سنة 1937. ساهم في تحقيق النادي بطولة الدوري مواسم 1938/1939، 1939/1940، 1944/1945، 1945/1946، 1946/1947. توج هدافا لبطولة الدوري في الموسم 1945/1946 برصيد 17 هدف بالتساوي مع بول فيلر وأيضا في الموسم 1946/1947 برصيد 22 هدف.
في سنة 1947 قرر الاحتراف خارجيا والتوجه إلى فرنسا للانضمام إلى نادي ستراسبورغ. لم يستطع أن يفرض جدارته في النادي حيث لم يلعب سوى 6 مباريات وقرر ترك النادي في السنة التالية والانتقال إلى نادي بوردو الذي كان يلعب وقتها في الدرجة الثانية. في أول موسم له 1948/1949 استطاع أن يسجل 41 هدف من أصل 107 أهداف سجلها النادي. في 7 مايو 1950 حقق بطولة دوري الدرجة الأولى للمرة الأولى في تاريخ النادي. وتألق في ذلك الموسم بالإضافة إلى ليبار كل من يوهان لامبيرتوس دي هاردر وإدوارد كارغو. على الرغم من التتويج إلا أن ليبار قرر الرحيل عن نادي بوردو والانضمام إلى نادي ميتز سنة 1950 ثم انتقل إلى نادي تولوز سنة 1951. قرر اعتزال لعب كرة القدم بشكل نهائي في سنة 1952.

### المدرب
قرر بسرعة التوجه إلى مهنة التدريب ووافق على تدريب نادي بيربينيان. في سنة 1953 قرر الانضمام إلى نادي لومان الهاوي آنذاك. ظل في النادي طوال 4 سنوات حيث قرر الانضمام إلى نادي بوردو سنة 1957 للحلول مكان المقال سانتياغو أورتيزبيريا الذي جعل النادي يهبط إلى الدرجة الثانية. في 31 مايو 1959 وبفضل تحقيق نتيجة الفوز في آخر مباريات الموسم فإن النادي حقق حلم الصعود إلى الدرجة الأولى مجددا. في سنة 1960 تم استبداله بالإسباني سالفادور أرتيغاس. عندها قرر ليبار اعتزال مهنة التدريب نهائيا.

## روابط خارجية
- كاميل ليبار على موقع الاتحاد الدولي (مؤرشف)  (الإنجليزية)
- كاميل ليبار على موقع قاعدة بيانات كرة القدم.إي يو (الإنجليزية)
- كاميل ليبار على موقع ناشيونال فوتبول تيمز (الإنجليزية)